# Цимакуридзе, Георгий Еремиевич
Гео́ргий Ереми́евич Цимакури́дзе (груз. გიორგი ერემიას ძე ციმაკურიძე; 10 ноября 1983, Чхороцку, Грузинская ССР, СССР) — грузинский футболист, защитник.

## Карьера

### Клубная
Футболом начал заниматься в Чхороцку в 1991 году в возрасте 6 лет. В 1998 году перешёл в клуб «Сталь» из Алчевска, в составе которой на профессиональном уровне дебютировал 22 августа 2001 года в матче Второй лиги против сумского клуба «Фрунзенец-Лига-99». В Первой лиге дебютировал 3 марта 2002 года в матче против житомирского «Полесья». В Высшей лиге дебютировал 12 июля 2005 года против донецкого «Металлурга». Следующий сезон начал в донецком «Шахтёре», в составе которого не закрепился и сыграл только два кубковых матча, после чего перешёл в мариупольский «Ильичёвец», в составе которого дебютировал 3 марта 2007 года против алчевской «Стали», но и там так и не смог закрепиться в основном составе, после чего перешёл в луганскую «Зарю». В новом клубе дебютировал 6 августа 2007 года в матче против киевского «Динамо». Отыграв за «Зарю» несколько сезонов, перешёл в словацкую «Жилину», в которой он сыграл свои первые матчи в еврокубках. В 2010 году он был одолжен словаками таиландскому клубу «Тот-Кат», а в 2011 году перешёл в «Динамо» (Тбилиси), за которое сыграл только два матча. В том же году перешёл в «Спартак-Цхинвали», но уже в следующем году перешёл в таиландский клуб «ТТМ Чианкмаи», а потом в «Бангкок Гласс». В 2013 году перешёл в таиландский клуб «Пхукет». В 2014 году перешёл в таиландский клуб «Пакнамбо НСРУ», но в основе так и не заиграл. В том же году перешёл в полупрофессиональный таиландский клуб «Транг».